# 三团机械林场
三团机械林场是中华人民共和国吉林省松原市长岭县下辖的一个类似乡级单位。

## 行政区划
下辖以下地区：
三团机械林场虚拟生活区。